# ماسا کوتزیله
ماسا کوتزیله (به ایتالیایی: Massa e Cozzile) یک کومونه در ایتالیا است که در استان پیستویا واقع شده‌است.

## خصوصیات
ماسا کوتزیله ۱۶٫۰ کیلومترمربع مساحت و ۷٬۶۴۳ نفر جمعیت دارد و ۲۲۳ متر بالاتر از سطح دریا واقع شده‌است.

## خواهرخوانده
شهرهای Judenburg و Bir Gandus خواهرخوانده‌های ماسا کوتزیله هستند.